# Semnoderidae
Semnoderidae é uma família de animais do filo Kinorhyncha, ordem Cyclorhagida, é a unica família da subordem Conchorhagae.